# Mestaruussarja 1940
Die Mestaruussarja 1940 war die elfte Spielzeit der finnische Fußballmeisterschaft seit deren Einführung im Jahre 1930. Aufgrund des im März noch ausgetragenen Winterkrieges verzichtete der Fußballverband auf eine Austragung im Ligamodus. Stattdessen wurde die Meisterschaft im K.-o.-System ausgespielt.
Meister wurde Viipurin Sudet.

## Endrunde

### Achtelfinale
|                      | Ergebnis |                       |
| -------------------- | -------- | --------------------- |
| Kokkolan Palloveikot | 0:8      | Vaasan PS             |
| TaPa Tampere         | 1:8      | Helsingfors IFK       |
| Kuopion PS           | 1:2      | Helsingin Toverit     |
| Turku PS             | 3:2      | Helsingin Palloseura  |
| HJK Helsinki         | 5:4      | Kuopion Pallotoverit  |
| YVPS Imatra          | 1:4      | Kronohagens IF        |
| Vaasa IFK            | 2:0      | VPV Vaasa             |
| Viipurin Sudet       | 7:1      | Helsingin Pallo-Pojat |

### Viertelfinale
|                   | Ergebnis |                 |
| ----------------- | -------- | --------------- |
| Vaasan PS         | 6:2      | Helsingfors IFK |
| Helsingin Toverit | 0:5      | Turku PS        |
| HJK Helsinki      | 3:0      | Kronohagens IF  |
| Vaasa IFK         | 2:3      | Viipurin Sudet  |

### Halbfinale
|                | Ergebnis |              |
| -------------- | -------- | ------------ |
| Turku PS       | 6:3      | Vaasan PS    |
| Sudet Viipurin | 2:1      | HJK Helsinki |

### Finale
|          | Ergebnis |                |
| -------- | -------- | -------------- |
| Turku PS | 0:2      | Sudet Viipurin |